# Emma Giannini-Aeppli
Emma Giannini-Aeppli (* 2. Februar 1917  in Zürich; † 30. Dezember 1987 in Zollikon) war eine Angestellte der Kinderhilfe des Schweizerischen Roten Kreuzes (SRK). Im Juli 1943 verhalf sie mit ihrem späteren Ehemann Walter Giannini zwei belgisch-jüdischen Mädchen vom Kinderheim in Faverges zur Flucht über die Schweizer Grenze. Am 15. Februar 2001 erhielt Emma Giannini-Aeppli posthum den Ehrentitel einer Gerechten unter den Völkern des Holocaust Remembrance Center Yad Vashem.

## Leben
Emma Aeppli kam am 2. Februar 1917 als Tochter von Heinrich Emil Aeppli, dem Verwaltungsdirektor der Schweizerischen Anstalt für Epileptische in Zürich und Kantonsrat, und Emma Aeppli (geb. Keller) zur Welt. Ihre Mutter starb bei der Geburt. Emma Aeppli besuchte die Primar-, Sekundar- und Frauenschule in Zürich, danach ein Internat in Moudon, wo sie die französische Sprache und das Führen der Buchhaltung erlernte. Sie beschloss im sozialen Bereich tätig zu werden. In der Wäckerlingstiftung, einem Pflege- und Betreuungszentrum, arbeitete sie als Gouvernante. Später fand sie eine Stelle bei der Schweizerischen Anstalt für Epileptische, erst als Erzieherin, dann als Pflegerin und schliesslich als Laborantin. Dort lernte sie ihren späteren Mann, Walter Giannini, kennen. Zusätzlich engagierte sich Emma Aeppli stark in der Kirchgemeinde Neumünster und setzte sich für einen toleranten und offenen christlichen Glauben ein.
Zusammen mit ihrem damaligen Lebensgefährten Walter Giannini entschied sie, sich für das SRK in Frankreich zu engagieren. Im Juli 1943 halfen Emma Aeppli und Walter Giannini den zwei Mädchen Berthe Silber und Rosa Spiegel über die Schweizer Grenze. Emma und Walter heirateten am 14. August 1943. Zusammen hatten sie vier Kinder. Nach ihrem Engagement im Schweizerischen Roten Kreuz widmete sie sich der Haus- und Familienarbeit. Am 30. Dezember 1987 starb Emma Giannini-Aeppli. Am 15. Februar 2001 wurden Emma Giannini-Aeppli (posthum) und Walter Giannini für die Rettung zweier jüdischer Kinder geehrt.

## Rettung
Im Juli 1943 verliessen Berthe Silber und Rose Spiegel – sie waren die letzten jüdischen Kinder im Kinderheim in Faverges – das Kinderheim in der Annahme, sie würden ein anderes Kinderheim besuchen. Die schwangere Emma Aeppli – sie wollte ihr Kind in der Schweiz gebären – und Walter Giannini begleiteten die beiden Mädchen. Sie reisten erst mit dem Bus nach Annecy, von wo sie mit dem Zug nach Annemasse fuhren. Zu Fuss näherten sie sich der Schweizer Grenze bei Genf. Ein italienischer Grenzwächter, der auf die Flüchtlinge aufmerksam wurde, liess die Vier nach einem kurzen Wortwechsel mit Walter Giannini die Reise fortsetzen. Sie folgten dem Grenzzaun, bis sich Walter Giannini bückte und einen Draht hob, damit die zwei Mädchen durchkriechen konnten. Emma Aeppli und Walter Giannini forderten die Mädchen auf, in Richtung eines nahen Hügels zu rennen. Sie versprachen Berthe Silber und Rose Spiegel, sie dort abzuholen.
Walter Giannini und Emma Aeppli hatten bewusst kein Geld bei sich, um im Ernstfall glaubhaft vortäuschen zu können, sie befänden sich auf einem Tagesausflug mit ihren vermeintlichen zwei Kindern. Emmas Vater musste deshalb Geld nach Genf schicken, damit sie die Reise nach Zürich fortsetzen konnten. Mit dem Zug fuhren sie nach Zollikon, wo Emmas Cousin, Ernst Ulrich, das Restaurant und Gasthaus zur Höhe besaß. Für einige Tage durften Berthe Silber und Rose Spiegel dort logieren.
Nach wenigen Tagen führten Berthe Silber und Rose Spiegel ihre Reise nach Basel fort, wo sie bei den Eltern von Frau Jecklin, der damaligen Direktorin des Kinderheims in Faverges, aufgenommen wurden. Nach drei Wochen wurden sie in ein jüdisches Waisenhaus in Basel verwiesen.
Emma Aeppli gebar kurz nach der Rettungsaktion ein Kind. Es verstarb im Wochenbett.